# Allobaccha chalybaea
Allobaccha chalybaea är en tvåvingeart som först beskrevs av de Meijere 1910.  Allobaccha chalybaea ingår i släktet Allobaccha och familjen blomflugor. Inga underarter finns listade i Catalogue of Life.